# Route nationale 676
Pour les articles homonymes, voir Route 676.
La route nationale 676 ou RN 676 était une route nationale française reliant Beaumont-du-Périgord à Villeneuve-sur-Lot. À la suite de la réforme de 1972, elle a été déclassée en route départementale 676 (RD 676).

## Ancien tracé de Beaumont-du-Périgord à Villeneuve-sur-Lot (D 676)
- Beaumont-du-Périgord
- Nojals-et-Clotte
- Sainte-Sabine-Born
- Villeréal
- Monflanquin
- La Sauvetat-sur-Lède
- Villeneuve-sur-Lot